# Farinus
Farinus és un déu de la mitologia romana encarregat de dotar d'eloqüència als infants. Era un dels múltiples déus casolans encarregats de vetllar pel correcte desenvolupament dels fills, en una època amb una alta mortalitat infantil. Si bé la majoria de divinitats d'aquesta etapa són femenins per associació amb la mare, tots els déus de la parla - com Fabulinus o Locutius - són masculins, ja que s'associaven a la vida política, un vessant reservat als homes. Pertany als numina o déus de la família i la llar i d'ells se sap ben poca cosa, només el moment en què se'ls invocava.